# Ikebukuro
Ikebukuro (en japonés: 池袋) és un barri i zona comercial i d'esplai del districte de Toshima, en Tòquio. És un dels centres neuràlgics de la metropoli toquiota.

## Geografia
La zona es troba en el districte de Toshima, la zona més occidental de la ciutat de Tòquio (23 barris especials) limitant amb el municipi de Musashino.

## Història
En l'antiguitat i fins l'1 d'octubre de l'any 1932 (quan s'establí el districte de Toshima), Ikebukuro era un municipi independent. L'antic poble d'Ikebukuro es trobava al nord-oest de l'actual estació de trens. On ara es troba el gratacel del sunshine 60 va estar la presó de Sugamo, coneguda per ser el lloc on van romandre tancats els acusats pels aliats en els judicis de Tòquio, durant l'ocupació del Japó.

## Transports

### Estació d'Ikebukuro
Al bell mig d'Ikebukuro i com a centre neuràlgic de la zona es troba l'estació d'Ikebukuro, la qual es tracta d'una estació intermodal que acull les línies dels Ferrocarrils Japonesos, dels ferrocarrils Seibu i dels ferrocarrils Tōbu, així com el metro de Tòquio.
| Ferrocarrils Japonesos |           |  |                   |                                                     |
| Mejiro                 | Mejiro    |  | Ōtsuka            | Shinjuku, Shibuya, Shinagawa, Tabata, Ueno i Tòquio |
| Shinjuku               | Shinjuku  |  | Itabashi          | Shinjuku, Shibuya, Ōsaki, Akabane, Kawagoe i Ōmiya  |
| Shinjuku               | Shinjuku  |  | Akabane           | Shinjuku, Ōfuna i Ōmiya                             |
| Ferrocarrils Seibu     |           |  |                   |                                                     |
| terminal               | terminal  |  | Shiinamachi       | Nerima, Tokorozawa i Hannō                          |
| Ferrocarrils Tōbu      |           |  |                   |                                                     |
| terminal               | terminal  |  | Kita-Ikebukuro    | Narimasu, Shiki, Kawagoe, Sakado i Ogawamachi       |
| Metro de Tòquio        |           |  |                   |                                                     |
| terminal               | terminal  |  | Shin-ōtsuka       | Ogikubo i Hōnanchō                                  |
| Kanamechō              | Kanamechō |  | Higashi-Ikebukuro | Shin-kiba i Wakōshi                                 |
| Kanamechō              | Kanamechō |  | Zoshigaya         | Wakōshi i Shibuya                                   |